# Geração Editorial
A Geração Editorial é uma editora brasileira com sede em São Paulo, fundada em 1992 durante a Bienal do Livro de São Paulo.

## Histórico
Após sua criação, já foi associada à Ediouro em 2008, e à Editora Leitura de Belo Horizonte em 2008 e 2009. Em 2010 adquiriu a editora Jardim dos Livros.

## Livros
A editora se especializou desde sua fundação no lançamento de livros polêmicos, como:
- "A República na Lama", do jornalista José Nêumanne Pinto sobre a queda do ex-presidente Fernando Collor de Mello;
- "Mil Dias de Solidao", também sobre o ex-presidente Collor, um dos mais vendidos em 1993[carece de fontes?]
- "Memórias das Trevas", sobre Antônio Carlos Magalhães.[2];
- "Honoráveis Bandidos", de Palmério Dória, sobre o clã Sarney, em particular José Sarney, que ficou 19 semanas na lista de mais vendidos da revista Veja em 2009.[3];
- "Memorial do Escândalo" sobre o Escândalo do Mensalão;
- "Lula do Brasil: a História Real, do Nordeste ao Planalto", que teve que ser retirado por ondem judicial e relançado devido à semelhança com o cartaz do filme Lula, o Filho do Brasil;[4];
- "A Privataria Tucana", de Amaury Ribeiro Junior, sobre as privatizações do governo FHC e José Serra.
- "Nos Bastidores do Reino de Deus: A Vida Secreta na Igreja Universal do Reino de Deus"  , de Mário Justino, sobre a rotina de um ex-pastor e o seu convívio na Igreja Universal do Reino de Deus.

Desde 2000 expandiu seu catálogo para incluir também livros de interesse geral.